# Melf Urban
Melf Urban (* 28. Juni 2001 in Niebüll) ist ein deutscher Volleyballspieler. Der Mittelblocker spielte von 2021 bis 2023 beim Bundesligisten SWD Powervolleys Düren.

## Karriere
Urban spielte in Niebüll zunächst Fußball. Er kam durch seinen Vater zum Volleyball und spielte in einer Schul-AG. Im Alter von 15 Jahren ging er zu den Seahawks, der Mannschaft des TSB Flensburg. 2018 wechselte er zum Volleyball-Internat Frankfurt und spielte mit dem Nachwuchsteam in der zweiten Liga. Mit der deutschen Junioren-Nationalmannschaft nahm der Mittelblocker 2019 an der U19-Weltmeisterschaft in Tunesien teil, bei der Deutschland den elften Platz belegte. In der Saison 2020/21 stand er mit einem Doppelspielrecht auch im Kader des Bundesligisten United Volleys Frankfurt. Mit dem Verein gewann er den DVV-Pokal 2020/21. Nach der Saison wechselte Urban zum deutschen Bundesligisten SWD Powervolleys Düren. 2021/22 schied Düren im Viertelfinale des DVV-Pokals aus. Im Playoff-Halbfinale verlor die Mannschaft ebenfalls gegen den VfB Friedrichshafen und belegte damit erneut den dritten Platz in der Meisterschaft. In der Saison 2022/23 spielte Urban mit den SWD Powervolleys in der Gruppenphase der Champions League. Im DVV-Pokal 2022/23 erreichte er mit seiner Mannschaft das Finale, das in Mannheim gegen die Berlin Recycling Volleys verloren ging. Die Bundesliga-Saison endete für Düren im Playoff-Halbfinale ebenfalls gegen Berlin. Danach verließ der Mittelblocker den Verein und wechselte zum Zweitliga-Aufsteiger VC Eltmann.